# Jindřich I. Brabantský
Jindřich I. Brabantský (francouzsky Henri le Courageux nebo le Guerroyeur, 1165 – 5. září 1235 Kolín nad Rýnem) byl brabantský a dolnolotrinský vévoda, hrabě z Lovaně. Během svého života se snažil rozšířit svou vládu a podařilo se mu zaujmout dominantní postavení v zápase mezi guelfy a ghibelliny. Několikrát změnil své spojence podle svých momentálních mocenských zájmů.

## Život
Byl prvorozeným synem a dědicem Geoffroye Brabantského a Markéty Limburské. Na přelomu let 1192 a 1193 byl v čele proticísařské koalice společně s hlavou welfské opozice Jindřichem Lvem, anglickým králem Richardem Lví srdce, Albrechtem Míšeňským a také českým knížetem Přemyslem Otakarem I. Spiknutí bylo prozrazeno a Richard Lví srdce byl při návratu z třetí křížové výpravy zajat. Roku 1204 přešel Jindřich Brabantský do tábora Hohenštaufů a získal od Filipa Švábského Nivelles a uznání dědictví brabantského vévodství i v ženské linii. Jako léno mu byl přiznán i Maastricht a Duisburg. Po Filipově násilné smrti začal podporovat svého zetě Otu Brunšvického, po jehož boku se zúčastnil bitvy u Bouvines. Po prohrané bitvě se rychle usmířil se svým tchánem králem Filipem. Později se přidružil k přívržencům mladého Fridricha Štaufského.
V letech 1182–1184 se zúčastnil výpravy do Svaté země, kam se znovu vrátil roku 1197 jako vůdce výpravy císaře Jindřicha VI. V letech 1217–1218 byl účastníkem křížové výpravy do Egypta a roku 1234 vyslyšel znovu volání kříže a účastnil se Stedingerské křížové výpravy.
Roku 1235 byl vévoda členem doprovodu císařovy nevěsty Isabely Anglické. Po cestě onemocněl a nemoci podlehl v Kolíně nad Rýnem. Je pohřben v Lovani v kostele svatého Petra společně s první manželkou Matyldou a dcerou Marií.